# Benjamín de Arriba y Castro
Benjamín de Arriba y Castro (ur. 8 kwietnia 1886 w Santa Maria de Peñamayor w prowincji Lugo, zm. 8 marca 1973 w Barcelonie) – hiszpański duchowny katolicki, kardynał, arcybiskup Tarragony.

## Życiorys
Święcenia kapłańskie przyjął 14 lipca 1912. 1 maja 1935 został mianowany biskupem Mondoñedo, 16 czerwca 1935 przyjął sakrę z rąk biskupa Leopoldo Eijo y Garaya z arcybiskupem Prudencio Melo y Alcalde i biskupem Manuelem Gonzálezem y Garcíą jako współkonsekratorami. 8 sierpnia 1944 został biskupem Oviedo. 22 stycznia 1949 przeszedł na Arcybiskupstwo Tarragony. Uczestniczył w obradach Soboru Watykańskiego II. 12 stycznia 1953 Pius XII wyniósł go do godności kardynalskiej z tytułem prezbitera Ss. Vitale, Valeria, Gervasio e Protasio. Wziął udział w konklawe wybierających Pawła VI i Jana XXIII. 19 listopada 1970 zrezygnował z kierowania archidiecezją.

## Odznaczenia
- Krzyż Wielki Orderu Karola III (Hiszpania)
- Krzyż Wielki Orderu Izabeli Katolickiej (Hiszpania)
- Krzyż Wielki Orderu Alfonsa X Mądrego (Hiszpania)
- Krzyż Wielki Orderu Świętego Rajmunda z Penyafort (Hiszpania)
- Krzyż Wielki Zasługi Wojskowej z Odznaką Białą (Hiszpania)
- Krzyż Wielki Zasługi Morskiej z Odznaką Białą (Hiszpania)
- Order Zasługi Duarte, Sáncheza y Mella (Dominikana)